# Ferrit

A vas-szén fázisdiagram, amely bemutatja, hogy a ferrit, vagy alfa-vas milyen tartományban stabil az acélokban.

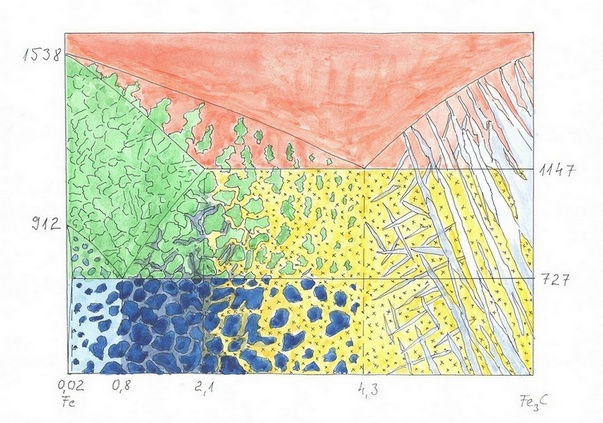
A vas-szén (vas-cementit) fázisdiagram szövetszerkezettel. A színkód a következő: piros - olvadék, zöld - ausztenit, szürke - cementit, sárga - ledeburit, világoskék - ferrit, sötétkék - perlit. A perlit és a ledeburit összetett szövetelem, egy finomabb fölbontásban jellegzetes szövetszerkezetet tartalmaz.

A ferrit vagy alfa-vas (α-Fe) az anyagtudományban használt fogalom a vasra vagy az elemi vas tércentrált köbös szerkezetű kristálya. A ferrit az acél és öntöttvas fő alkotórésze, ez adja a mágneses tulajdonságait. A ferrit a ferromágnesség klasszikus példaanyaga.

## A ferrit és az acélok
A közönséges szerkezeti acél (szénacél legfeljebb 0,2 m% (tömeg%) szénnel) főleg ferritet tartalmaz, a széntartalommal növekvő mennyiségű perlittel (ez egy ferritből és cementitből álló, lemezes szerkezet). Mivel a bénit és a perlit egyik összetevője a ferrit, minden vas-szén ötvözet tartalmaz bizonyos mennyiségű ferritet, ha szobahőmérsékleten eléri a kémiai egyensúlyt.
A tiszta vasban a ferrit 910 °C alatt stabil. E hőmérséklet felett a lapcentrált köbös formában kristályosodó ausztenit vagy gamma-vas stabil. 1390 °C felett az 1534 °C hőmérsékletű olvadáspontig ismét a tércentrált köbös kristályrácsú forma stabilabb (delta-vas).
A ferrit csak nagyon kevés szenet képes oldani: 723 °C-on legfeljebb 0,02 m%-nyit.
Ennek az az oka, hogy a szénatomok interszticiálisan oldódnak. Mivel azonban a szénatomok körülbelül kétszer akkorák, mint az interszticiális "lyukak", minden egyes szénatomot jelentékeny helyi deformációs mező vesz körül.

## A ferrit a meteoritokban
A tércentrált köbös szerkezetű vas előfordul a meteoritokban is, de ott más néven nevezik meg. Az alfa-vas neve ott kamacit. A laponcentrált szerkezetű párjával együtt alkotja a nevezetes Widmannsadten-mintázatot, amelyet étetéssel (savban maratással) lehet láthatóvá tenni.

## A ferrit megnevezés a mágneses anyagok körében
A ferrit keménymágneses anyag, a remanens indukciója: {\displaystyle B_{r}\approx 0,4\ T} körüli.
Ezenkívül ferriteknek nevezzük az olyan lágy- illetve keménymágneses anyagokat, melyek a MOnFe2O3 képlettel adhatók meg, ahol M fémion, n pedig egy (egész) szám.

## Hétköznapi felhasználása
Legyen szó a fényképezőgép adatkábeléről, a monitor tápkábeléről vagy a laptophoz tartozó töltőzsinórról, egy dologban megegyeznek: szinte mindegyiken van egy furcsa dudor, amit a gyártó szerelt az eszközre. Az elektromos áramot szállító kábel egyfajta "antennaként" is funkcionál, ami képes külső forrásból energiát összegyűjteni és továbbítani. Ennek eredménye az elektromágneses interferencia (EMI), ami zavarhatja, vagy kárt is okozhat a céleszközben. A gyártók ennek elkerülése érdekében alkalmazzák a kábeleken azt a bizonyos dudort, amit hivatalosan ferritgyűrűnek neveznek. A henger belsejében ferrit található, ami a kábelben folyó elektromos áram hatására mágneses teret generál. Ez a mágneses mező segít csillapítani az EMI-t, így a beérkező jel már nem fog zavart okozni a laptopban.